# كارين كار
كارين كار (بالإنجليزية: Karen Carr)‏ هي فنانة وكاتِبة أمريكية، ولدت في 24 نوفمبر 1960.